# Reinhold Breßler
Reinhold Breßler (* 27. März 1868 in Friedeberg (Neumark); † 19. Juli 1945 in Potsdam) war ein deutscher Genremaler.

## Leben

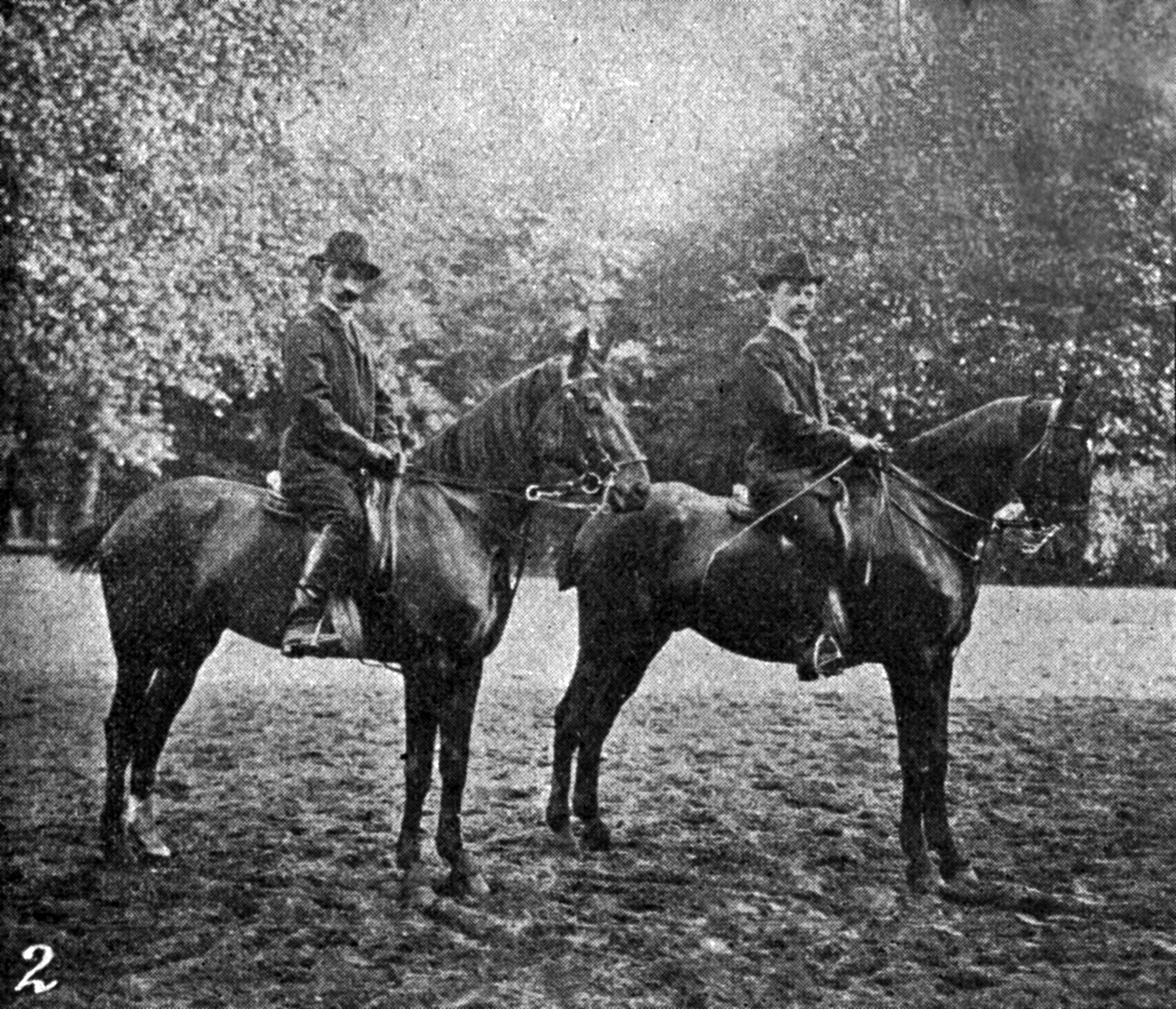
„Unsere Spezialzeichner und Photographen Reinhold Breßler und Adolf Obst“, Auszug aus der Zeitschrift Die Woche, Ausgabe 39, Seite 1709 aus dem Jahre 1900

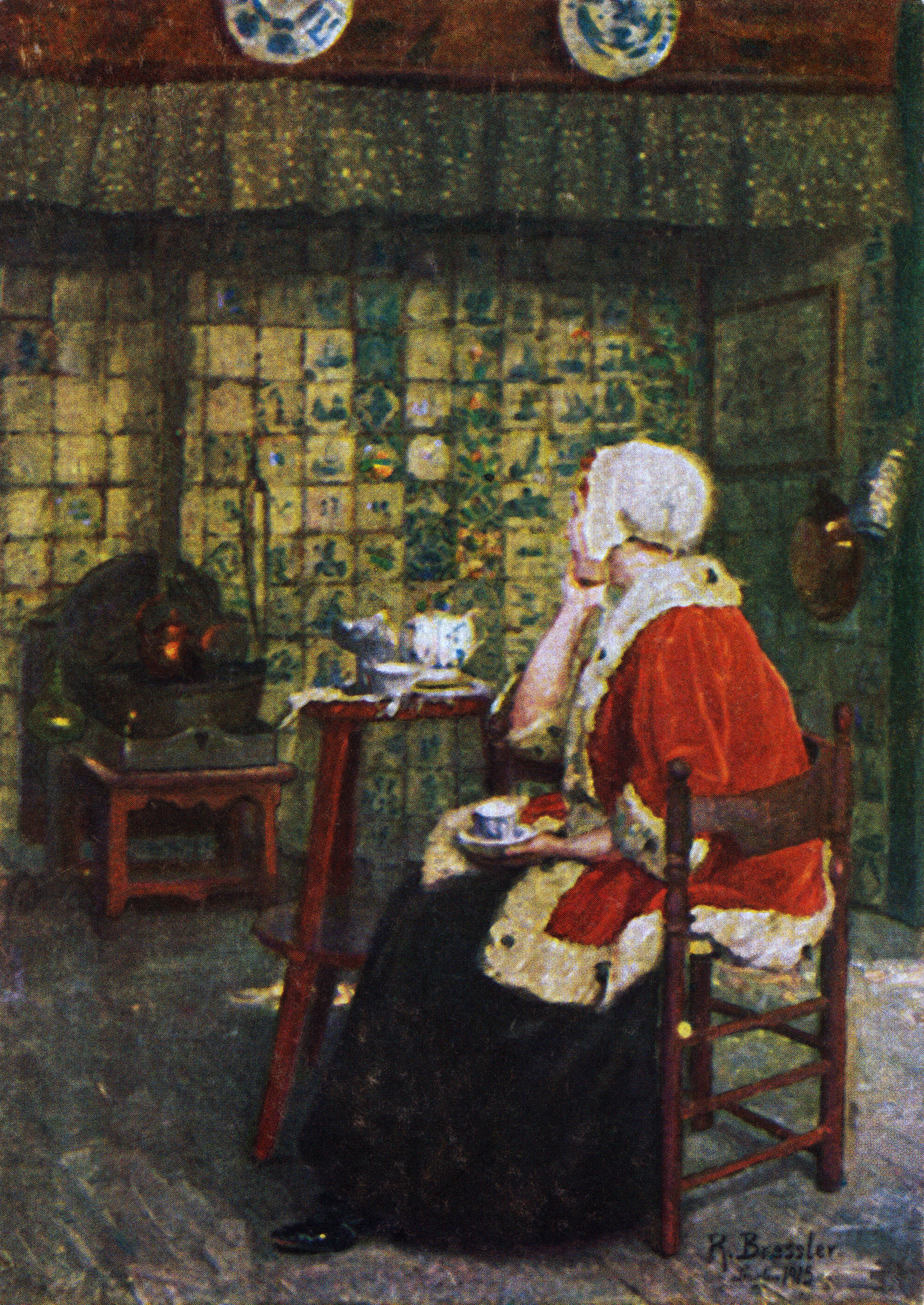
Beim Tee, Facsimile einer Kunstpostkarte aus dem Jahre 1915 nach einem Gemälde von Reinhold Breßler

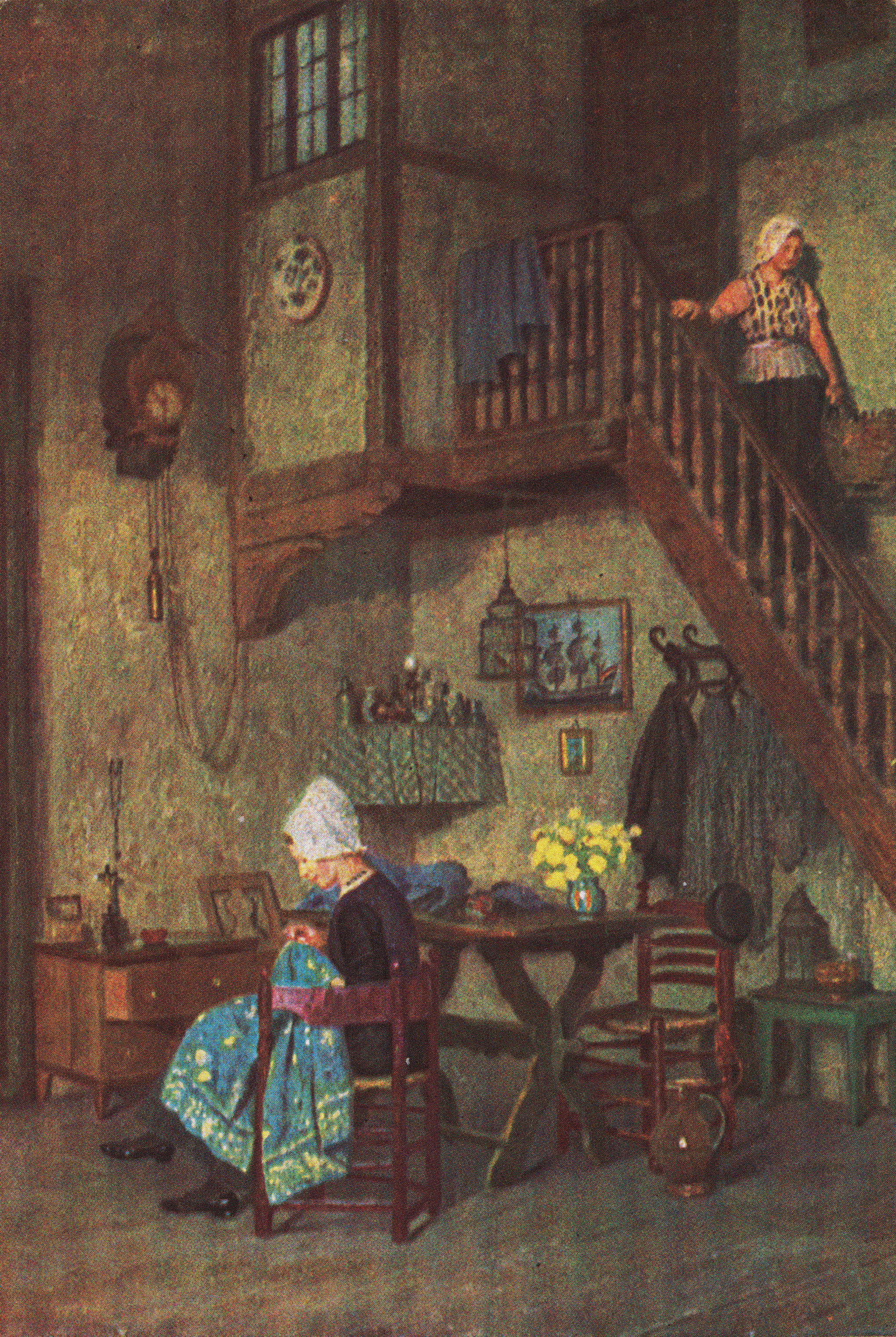
Stille Stunde, Facsimile einer Kunstpostkarte aus dem Jahre 1917 nach einem Gemälde von Reinhold Breßler

Reinhold Breßler entstammt einer alten Schönfärberfamilie aus der Provinz Posen, die gleich vielen anderen deutschen Familien in den Jahren 1763–1776 in die aufblühende Neumark zog. 1764 übernahm der aus Birnbaum stammende Schönfärber Sigismund Breßler den Grund und Boden der alten Schönfärberei am Friedeberger Obersee und baute darauf das Haus Woldenberger Straße 10. Fast 150 Jahre blieb dieses Haus im Besitz der Familie, noch sein Urenkel Eduard Breßler betrieb dort eine Schönfärberei.
Am 27. März 1868 in Friedeberg/Neumark als Sohn eines Fabrikbesitzers geboren, verbrachte Reinhold Breßler seine Jugendjahre auf dem Gelände der alten Schönfärberei vor den Toren der Stadt am Obersee. Dort am Ufer beobachtete er den neun Jahre älteren Ludwig Noster beim Gebrauch von Pinsel und Palette. In ihm reifte der Wunsch, ebenfalls Kunstmaler zu werden.
Mit dem Reifezeugnis in der Hand verließ er 1888 das Friedeberger Gymnasium.
Er ging zunächst nach Berlin, lernte dort unter Max Koner an der Kunstakademie zu Berlin, bevor er sich am 19. Oktober 1891 an der Akademie der Bildenden Künste München einschrieb, um unter Nikolaus Gysis und Wilhelm von Diez in der Naturklasse die Ausbildung zu erhalten, die seinen späteren Stil fördern sollte.
Die meiste Zeit seines Lebens verbrachte Reinhold Breßler in Berlin. Erstmals erscheint er 1898, als Kunst- und Genremaler bezeichnet, in den Berliner Adressbüchern. Demnach bewohnte er eine Wohnung in der Bülowstraße 20a in Berlin W57, gleichzeitig betrieb er bis zum Jahre 1905 ein Atelier in der Lützowstraße 83.
1910, 1920, 1930–1932 hatte er als Porträtmaler, akademischer Maler oder Kunstmaler seinen Wohnsitz in der Lützowstraße 60a in Berlin W35, ein gesondertes Atelier ist nicht mehr verzeichnet. Nachdem er von 1933 bis 1936 kurzzeitig sein Domizil in der Hildebrandstraße 12 in Berlin W35 aufgeschlagen hatte, zog er erneut um auf den Kurfürstendamm 102 in Berlin-Halensee. Dort befand sich sein Lebensmittelpunkt wahrscheinlich bis kurz vor sein Lebensende. Die Adressbücher verzeichnen ihn hier von 1937 bis 1943 als Kunstmaler.
Breßler war als Mitglied im Verein Berliner Künstler auf zahlreichen Ausstellungen vertreten. Bereits seit 1908 war Breßler Mitglied der Berliner Freimaurerloge Zum Pilgrim.
Nachdem ihm sein Landsmann Ludwig Noster auf die Niederländer hingewiesen hatte, führten ihn Kunstreisen in die Welt hinaus. Wir finden Breßler nicht nur an der Académie Julian zu Paris, sondern auch zusammen mit Adolf Obst als Begleiter des Heerzuges des Alfred von Waldersee ins Innere Chinas zur Niederschlagung des chinesischen Boxeraufstands. In den Niederlanden entdeckte er das ihm Wesensverwandte. Sowohl die Art der alten Meister fesselte ihn wie der unverfälschte niederdeutsche Menschenschlag. Hier offenbarten sich ihm in Fülle Motive, die ihn reizten, ihm Anlass zu seinen schönsten Bildern wurden.

## Werk
Der Berliner Kunstgelehrte Frei, urteilte: „Das ist das Bezeichnende an dieser nicht aufdringlichen Kunst Breßlers: die Feinmalerei und der Gehalt an Stimmung, die Freude an der malerischen Erscheinung der Dinge, verbunden mit dem Streben nach Vertiefung der Eindrücke … Er schildert die kleine Welt, das Leben in den Bauernhäusern Hollands und Niederdeutschlands, nach der gemütlichen Seite, in ruhiger Sachlichkeit, einfach, treu und wahrhaftig, so wie es sich seinem Auge darbietet und seine Seele erfüllt. Etwas heimeliges lebt in diesen Bildern, deren nicht übermäßiges Format die intime Wirkung verstärkt. So malt er in der Weise der alten Meister Hollands, doch frei von ihrer Manier, durchaus selbständig und persönlich, in schlichter Gegenständlichkeit.“
Auch seine Begabung für das Porträt teilte er mit Noster. An seinen Bildern rühmt der o. bereits zitierte Kunstrichter „die Unmittelbarkeit und Ursprünglichkeit der äußeren Erscheinung und Reichtum an Ausdruck hervorstechender Merkmale. Auch hier merkt man den Einfluß der Niederländer, von denen der Künstler ausgeht, über die hinaus er aber die eigenen Werte zur Geltung zu bringen versteht.“
Ausgewählte Werke Reinhold Breßlers wurden zu seinen Lebzeiten in großer Auflage als Kunstpostkarten gedruckt.
- Holländerin, ihr Kind auf dem Schoße, das eine große Bretzel in der Hand hält. Kücheninneres mit Kanarienvogel. Bezeichnet R. Bressler pinx. Öl auf Leinwand Höhe 64 cm, Breite 54 cm Lempertz Auktion, Katalog 409 (Köln 1940)[7]
- Kircheninterieur, ohne weitere Angaben. Nr. 131 (Abteilung des Vereins Berliner Künstler) im Katalog der Großen Berliner Kunstausstellung 1923[8]
- Inneres einer friesischen Fischerstube. Das alte Fischerpaar sitzt an einem Tische, daneben die Tochter mit ihrem Kinde. Leinwand. Mit Künstlernamen, Höhe 73 cm. Breite 85 cm. Goldrahmen. Katalog zur Auktion am 29. April 1913 „Gemälde und Aquarelle von Meistern unserer Zeit“ Rudolph Lepkes Kunst-Auctionshaus Berlin W, 1913[9]
- Bildnis Professor Carl Thiem, Öl auf Leinwand, Höhe 130 cm, Breite 90 cm, heute im Besitz des Carl-Thiem-Klinikums, Cottbus

## Galerie

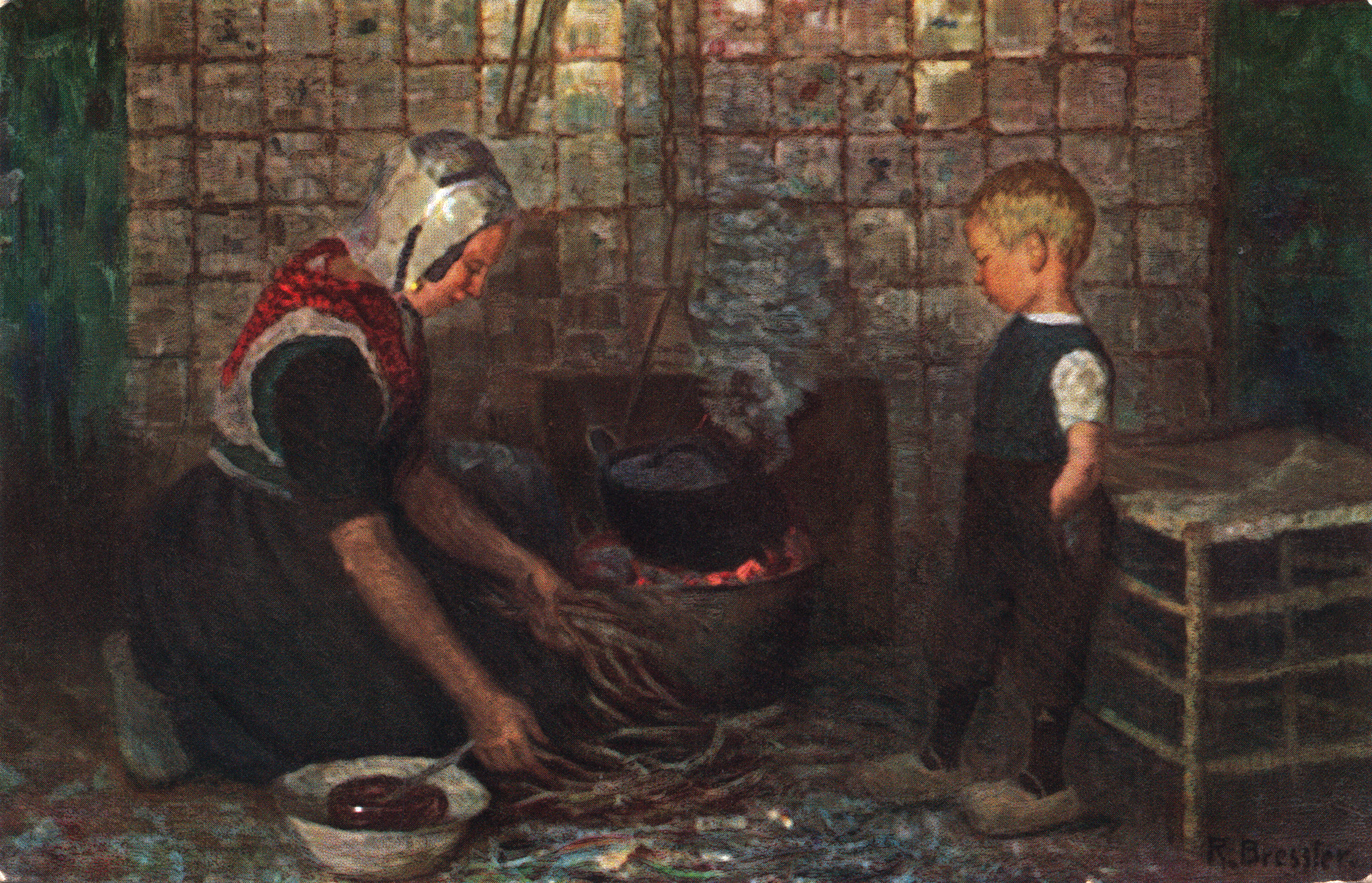
Am Herdfeuer, Facsimile einer Kunstpostkarte aus dem Jahre 1917 nach einem Gemälde von Reinhold Breßler
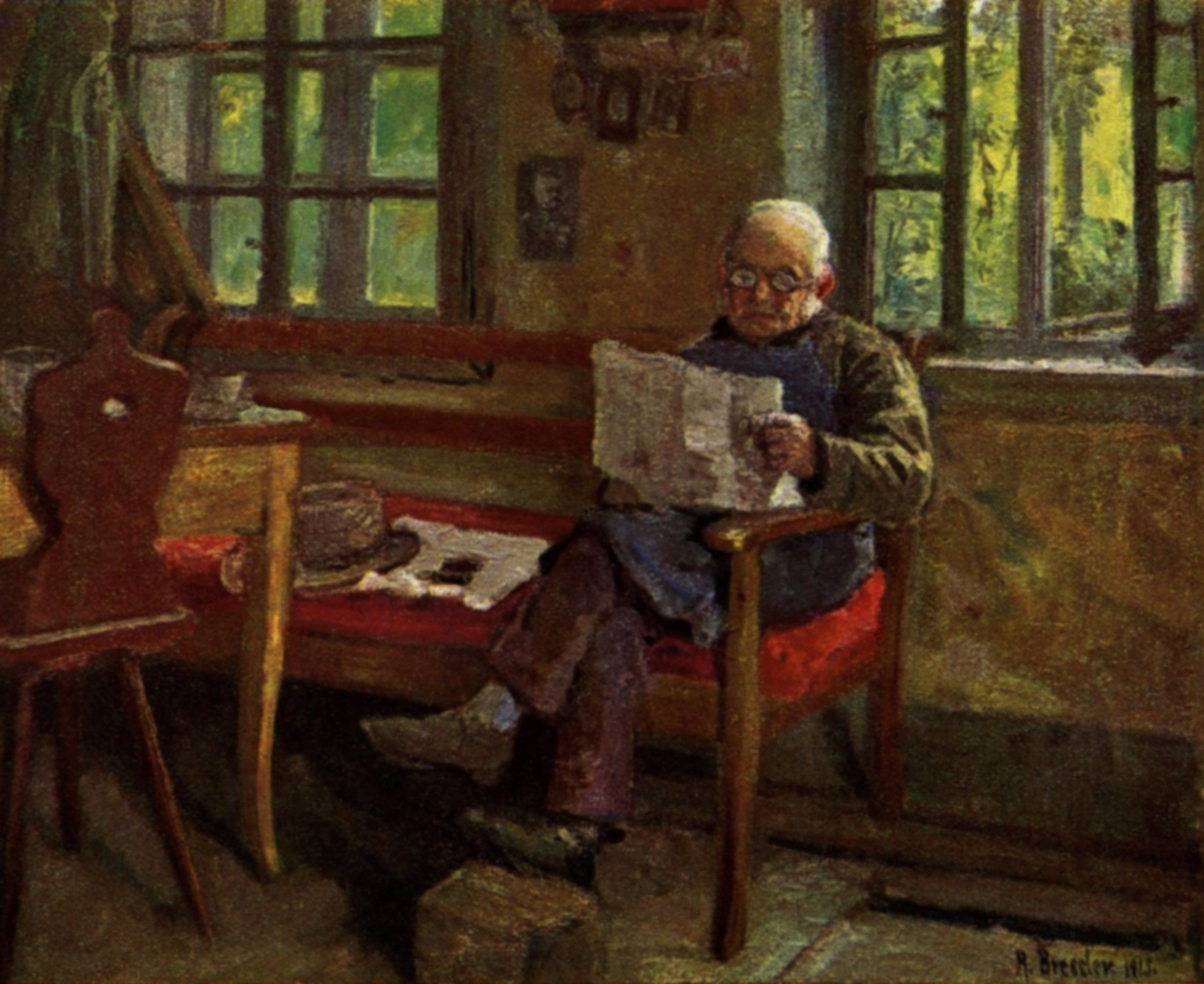
Die neuesten Kriegsnachrichten, Facsimile eines Kunstdruckes aus dem Jahre 1913 nach einem Gemälde von Reinhold Breßler
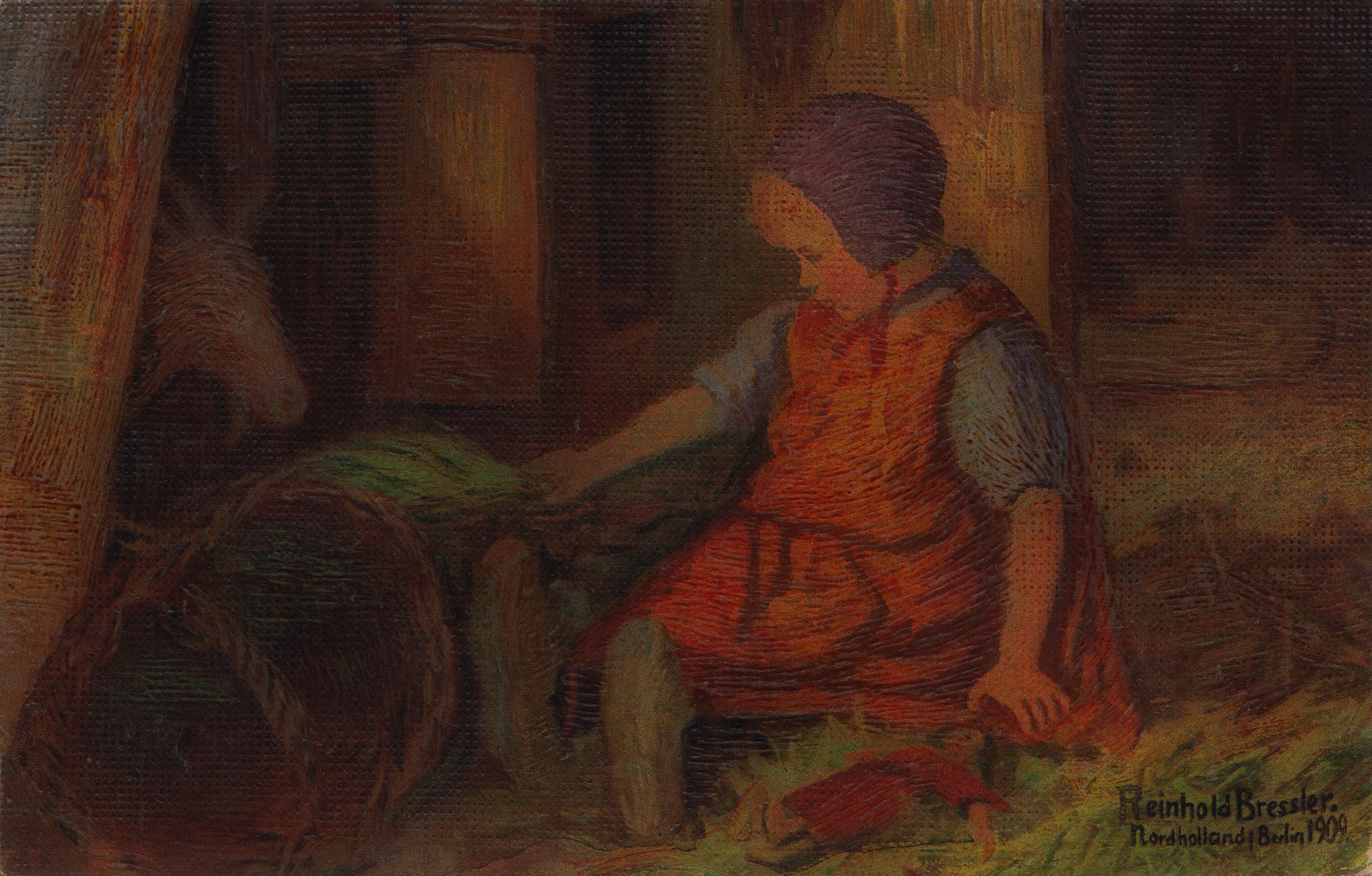
Gute Kameraden, Facsimile einer Kunstpostkarte aus dem Jahre 1909 nach einem Gemälde von Reinhold Breßler
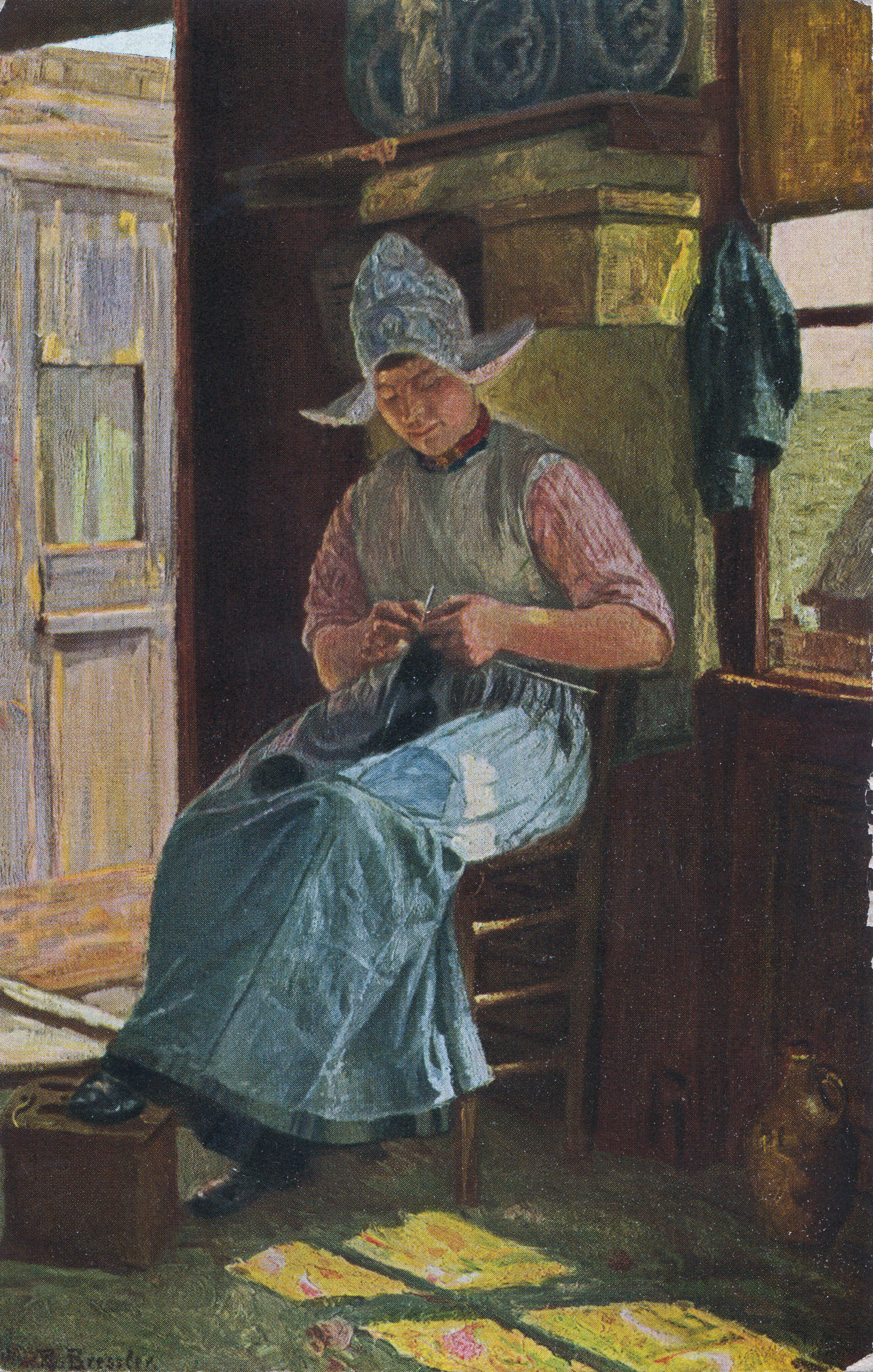
Im Sonnenschein, Facsimile einer Kunstpostkarte nach einem Gemälde von Reinhold Breßler